# Aura (Boréade)
Aura é uma boréade, ou seja, uma filha de Bóreas e Oritía. É irmã gêmea de Quione, deusa da neve; Aura é a deusa da brisa congelante, dos frios ventos que levam a neve, e, assim, trabalha junto de sua irmã; seu animal sagrado é o lince, e é patrona de todas as aves que habitam o inverno. 
Diferentemente da irmã, Aura é doce e gentil. É descrita como uma mulher de olhos azuis, cabelos loiros e brilhantes, e, por vezes, tem asas brancas iridescentes. 